# Neves (Sao Tomé-et-Principe)
Pour les articles homonymes, voir Neves.
Neves est une ville de l'archipel de Sao Tomé-et-Principe, situé sur la côte ouest de l'île de São Tomé. Elle comptait 7 392 habitants en 2005, et est chef-lieu du district de Lembá.

## Économie
C'est un port de pêche et une petite ville industrielle où se trouvent des dépôts de carburant et la brasserie produisant les bières nationales Rosema et Crioula.
Un restaurant servant une spécialité locale, le crabe santola (Maja squinado), constitue une attraction touristique prisée.

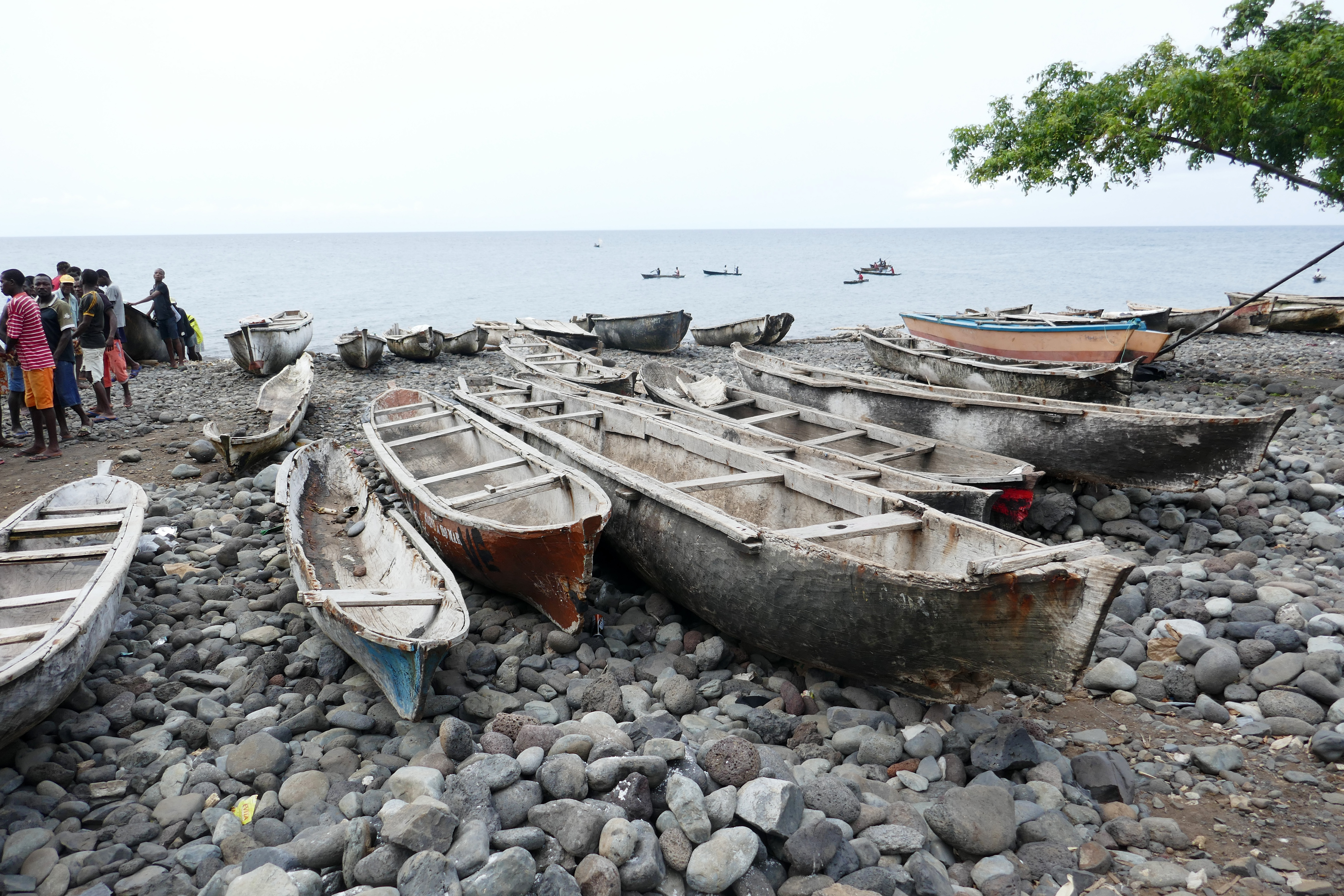
Bateaux de pêche.
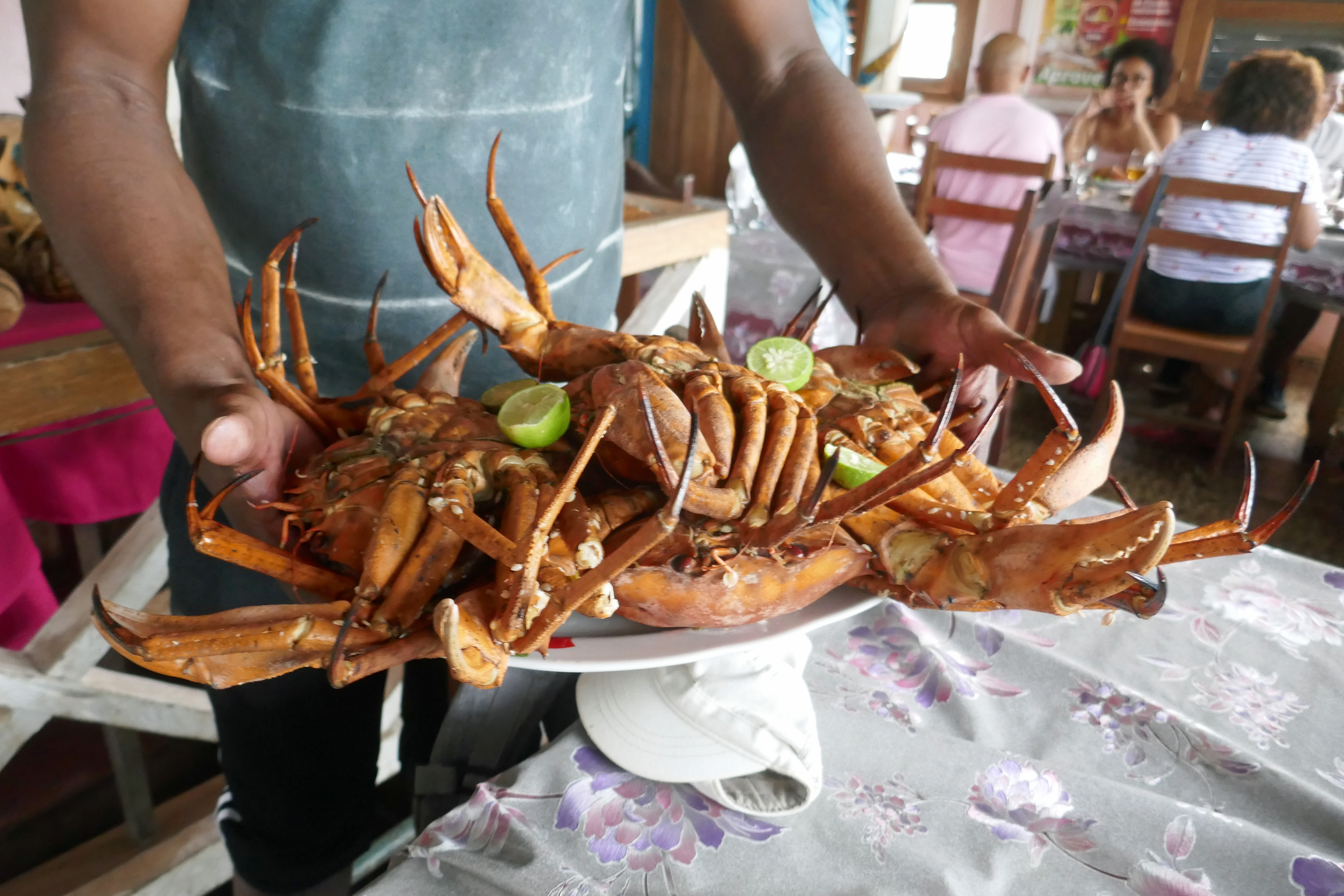
Crabe santola.
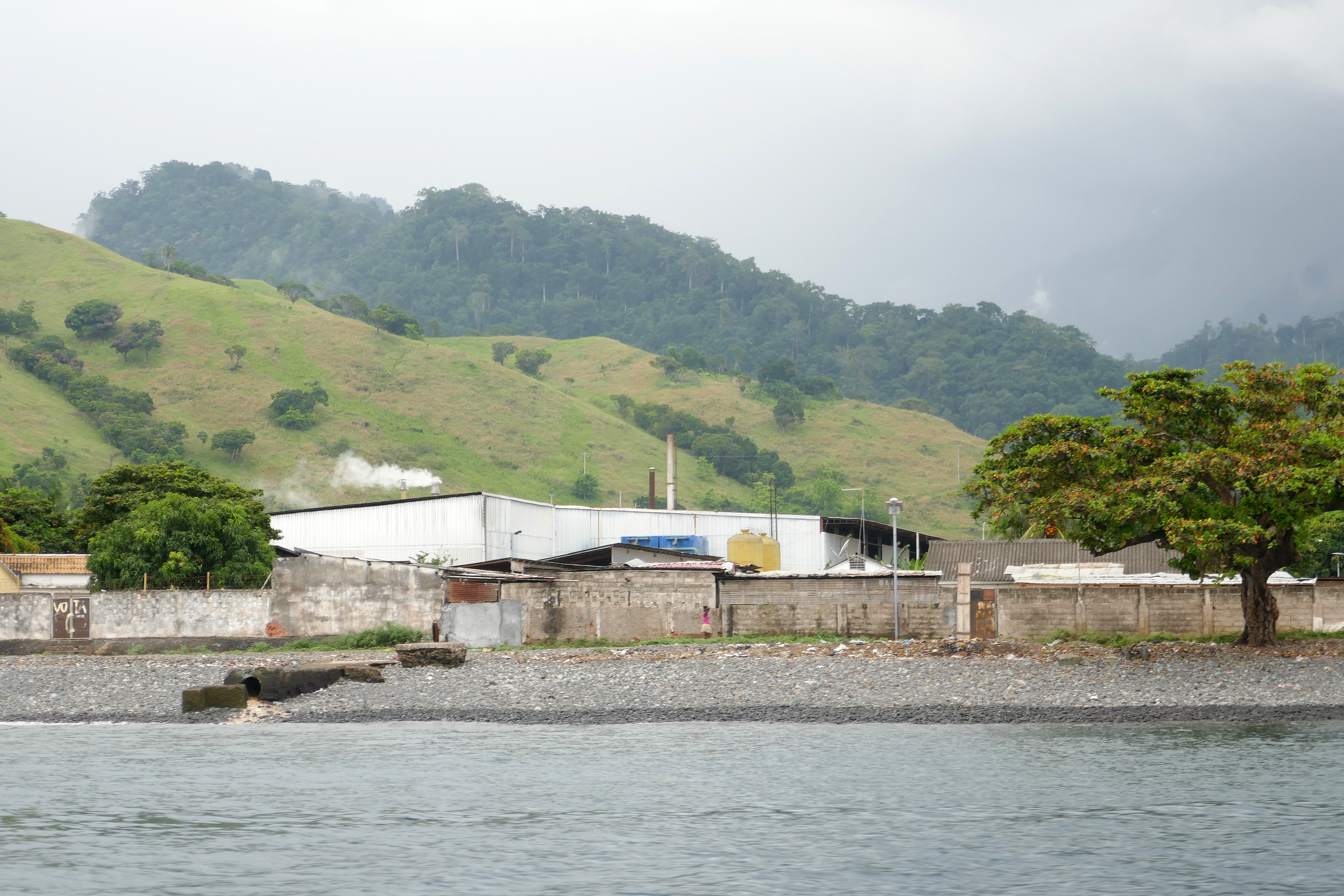
Brasserie Rosema.
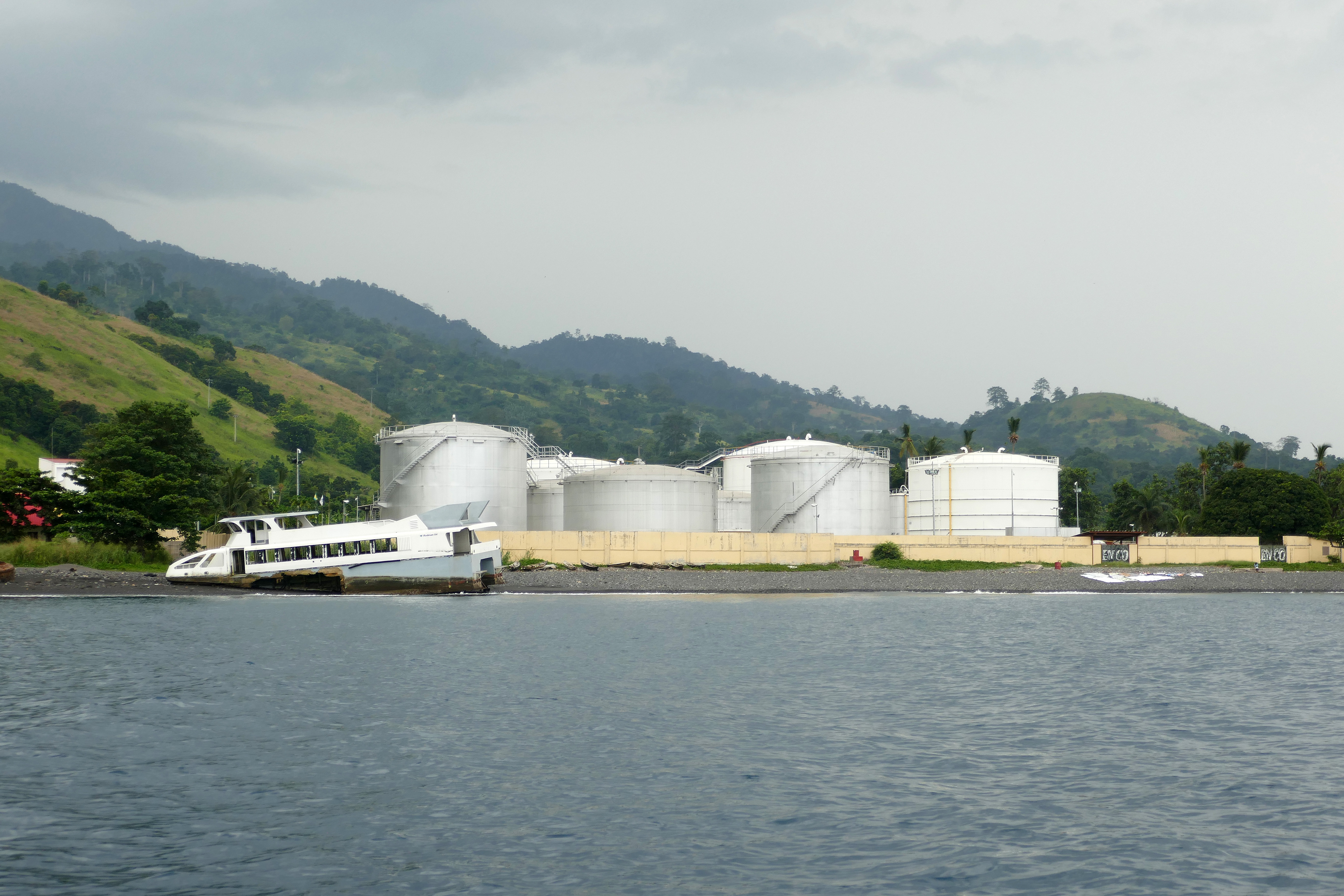
Stockage d'hydrocarbures.

## Jumelages
- Porto (Portugal)